# Batalha de Köse Dağ
A Batalha de Köse Dağ foi travada entre o Sultanato de Rum, governado pela dinastia Seljúcida e Império Mongol em 26 de junho de 1243 no desfiladeiro de Köse Dağ, um local entre Sivas-Erzinjane, entre esta última cidade e Gümüşhane, no que é hoje o nordeste da Turquia; os mongóis, liderados pelo general Chormaqan, conseguiram uma vitória decisiva.

## Antecedentes
Durante o reinado de Oguedai Cã (r. 1129–1241), o sultanato de Rum ofereceu amizade e um modesto tributo a Chormaqan, um kheshig e um dos maiores generais dos mongóis. Com Caicosroes II (1237-1246), no entanto, os mongóis começaram a pressionar o sultão para que fosse pessoalmente à Mongólia levando reféns e aceitando um Mongol darughachi. 
Quando os mongóis entraram pela primeira em suas terras, os turcos procuraram ajuda dos mamelucos do Cairo que, liderados pelo sultão Baibars (1257-1277), se dirigiram à Anatólia e derrotaram os mongóis. No entanto, Baibars não recebeu nenhuma ajuda dos seljúcidas após seu sucesso inicial e se retirou. Após isso, os mongóis iniciaram a guerra.

## Batalha
Em 1241 os mongóis atacaram pela primeira vez o Sultanato seljúcida de Rum. Sob a liderança do comandante mongol Baiju, eles atacaram Rum, no inverno de 1242-1243, e cercaram e capturaram a cidade de Erzurum. O sultão Caicosroes II pediu, imediatamente, ajuda aos seus vizinhos para enviarem tropas e organizar um exército combinado para resistir à invasão mongol. O Império de Trebizonda enviou um destacamento. Para reforçar seu contingente, Caicosroes contratou os serviços de um grupo de mercenários francos.  E, alguns georgianos nobres como Pharadavla de Akhaltsikhe e Dardin Shervashidze também se juntaram às tropas, mas a maioria dos georgianos foram obrigados a lutar ao lado de seus senhores mongóis.

## Os nobres georgianos
Muitos desses georgianos haviam deixado seu país após a invasão mongol, como era o caso de [Dardin Shervashidz, membro de uma dinastia influente no oeste da Geórgia e duque na província da Abecásia, na Geórgia que, contrariamente às decisões de sua rainha Rusudan da Geórgia, esposa do imperador da Trebizanda Manuel I (1238-1263), ele, juntamente com outros nobres georgianos, não aceitou a suserania do Império Mongol e ofereceu ajuda ao sultanato seljúcida de Rum contra os mongóis. Na batalha que se seguiu, Dardin comandou cerca de 3 000 auxiliares georgianos, sendo morto em batalha. O cronista descreve-o como "proeminente" e "corajoso". Coisa igual se deu com Pharadavla de Akhaltsikhe, de uma família nobre, seu pai Shalva de Torelli-Akhaltsikhe fora um nobre, comandante militar, cortesão, que serviu à rainha Tamara  da Geórgia (1184-1213), onde  ocupou diversos cargos superiores, comandou a vanguarda das tropas mesquianas do sul da Geórgia e, na Batalha de Shamkor contra o atabegue eldigúzida do Azerbaijão, em 1195, ele desempenhou papéis de relevância. E seu tio Ivane de Akhaltsikhe cumulara as funções de comandante militar, governante de Carse 1205-1206, atabegue e emir, depois morto pelos corásmios na batalha de Garni. Faradavela e outros nobres fugiram com Dardin para o Sultanato de Rum e se juntaram ao exército de Caicosroes II. Faradavela também foi um dos comandantes naquela batalha.

## Desfecho
Foi uma batalha decisiva foi travada em Köse Dağ em 26 de junho de 1243. As fontes primárias não registram o tamanho dos exércitos opostos, mas sugerem que os mongóis enfrentaram uma força numericamente superior. Baiju ignorou um aviso alarmante de seu oficial georgiano sobre o tamanho do exército seljúcida, afirmando que eles contavam como nada o número de seus inimigos: quanto mais eles são, mais glorioso é ganhar, e mais pilhagem nós asseguraremos.
Caicosroes II rejeitou a sugestão de seus comandantes experientes para esperar o ataque Mongol. Em vez disso, ele enviou uma força de 20 000 homens, liderados por comandantes inexperientes, contra o exército mongol. O exército mongol, fingindo uma retirada, voltou atrás, cercou o exército Seljúcida e derrotou-o e a seus aliados, e tomaram o controle das cidades de Sivas e Caiseri.
O restante do do exército Seljúcida viu que sua derrota era eminente, então muitos comandantes, seus soldados, incluindo Caicosroes II, começaram a abandonar o campo de batalha. Eventualmente, o exército Seljúcida ficou sem líderes e a maioria de seus soldados desertaram, sem ver nenhum combate.
O sultão fugiu para Antália, no sul da Anatólia, mas foi posteriormente forçado a fazer as pazes com Baiju e pagar um tributo substancial ao Império Mongol.

## Consequências
A derrota em Köse Dağ resultou em um período de turbulência na Anatólia e levou diretamente ao declínio e desintegração do Sultanato de Rum e do estado seljúcida. O Império de Trebizonda e o o Reino Armênio da Cilícia, tornaram-se vassalos do império mongol. O poder real sobre a Anatólia foi exercido pelos mongóis.